# Burg Waldsee
Die Burg Waldsee, auch Burghalde genannt, ist eine abgegangene Höhenburg bei 590 m ü. NN auf der „Burghalde“ bei der Stadt Bad Waldsee (Burghaldenweg 10) im Landkreis Ravensburg in Baden-Württemberg.
Die Burg wurde von den Herren von Waldburg vermutlich im 12. Jahrhundert erbaut und war um 1171 im Besitz der Herren von Waldsee (Gebehardus und Chunradus de Walchsé). Von der ehemaligen Burganlage ist nichts erhalten.